# Forum Kritische Archäologie
Das Forum Kritische Archäologie (FKA) ist eine nicht-kommerzielle, archäologische Online-Fachzeitschrift, die im Diamond-Open-Access-Format erscheint. Sie wurde 2010 in Berlin gegründet und erschien erstmals 2012. Um inhaltlich und formal unabhängig zu bleiben, wird die Zeitschrift im Eigenverlag herausgegeben.

## Inhaltliche Schwerpunkte
Die Fachzeitschrift nimmt politische, ethische und gesellschaftliche Dimensionen der Archäologie in den Blick. Insbesondere kritische Reflexionen zur archäologischen Arbeit selbst, zum Umgang mit Kulturerbe, zu archäologischen Narrativen und Ergebnissen stehen im Vordergrund. Die Zeitschrift nimmt keine Schwerpunktsetzung in archäologischen Disziplinen oder Epochen vor. Im Gegenteil strebt das Forum eine Entdisziplinierung der Archäologie an.

## Formate
In der Zeitschrift können Forschungsbeiträge, diskursive Streiträume, Interviews, Themenhefte und offene Formate publiziert werden. Zusätzlich versteht sie sich nicht nur als Fachzeitschrift, sondern als Forum, das auch eigene Veranstaltungen durchführt.

## Geschichte
Gegründet wurde die Zeitschrift am 30. März 2010 von Aydin Abar, Reinhard Bernbeck, Christoph Forster, Johannes Greger, Carolin Jauß und Susan Pollock in den Räumen des Instituts für Vorderasiatische Archäologie an der Freien Universität Berlin. Nach Konstituierung eines herausgebenden Kollektivs (Selbstbezeichnung „Herausgeber_innenkollektiv“), eines wissenschaftlichen Beirats und zwei Jahren redaktioneller Vorbereitungen erschien im Jahr 2012 der erste Band mit dem Themenheft „Was ist eine kritische Archäologie?“.
Seit der Gründung besteht das Kollektiv aus mehreren Personen in zum Teil wechselnder Zusammensetzung und arbeitet basisdemokratisch; es existiert kein Hauptherausgeber. Derzeit (Juli 2024) setzt es sich aus Reinhard Bernbeck, Stefan Burmeister, Christoph Forster, Johannes Greger, Barbara Hausmair, Susan Pollock, Lea Rees und Stefan Schreiber zusammen.

## Publikationsagenda
Die Inhalte der Fachzeitschrift werden unter der Lizenzierung CC BY veröffentlicht. Sie ist eine Diamond-Open-Access-Publikation. Die Zeitschrift wird nicht-kommerziell betrieben und es fallen keine Lese- und Publikationsgebühren an. Die Qualitätssicherung erfolgt über ein Peer-Review-Verfahren. Beiträge sind in deutscher oder englischer Sprache verfasst und erscheinen kontinuierlich. Unterstützt wird die Zeitschrift durch einen Beirat.